# Добриново (Кирджалійська область)
Добри́ново (болг. Добриново) — село в Кирджалійській області Болгарії. Входить до складу общини Кирджалі.

## Населення
За даними перепису населення 2011 року у селі проживали 11 осіб, усі — турки.
Розподіл населення за віком у 2011 році:
Динаміка населення: